# Джесика Меир
Джесика Улрика Меир (на английски: Jessica Ulrika Meir) е американска космонавтка и биоложка.
Родена е на 1 юли 1977 година в Карибу, Мейн, в еврейско семейство на лекар и медицинска сестра, имигранти от Швеция и Израел. През 1999 година получава бакалавърска степен по биология от Университета „Браун“, след което защитава магистратура в Международния космически университет в Страсбург, а през 2009 година защитава докторат по морска биология в Института по океанография „Скрипс“. През 2013 година е избрана от НАСА за космонавт и през 2019 – 2020 година участва в експедиция до Международната космическа станция.